# Scathophaga tropicalis
Scathophaga tropicalis är en tvåvingeart som först beskrevs av Malloch 1931.  Scathophaga tropicalis ingår i släktet Scathophaga och familjen kolvflugor. Inga underarter finns listade i Catalogue of Life.